# Пасько, Денис Павлович
Пасько Денис Павлович (род. 7 сентября 2005, Кривой Рог, Днепропетровская область) — украинский хоккеист. Серебряный призёр Зимних юношеских Олимпийских игр 2020 года.

## Биография
Родился 7 сентября 2005 года в городе Кривой Рог Днепропетровской области.
Учился в криворожской общеобразовательной школе № 69, тренировался в ДЮСШ № 1 (тренер Александр Пойда).

## Спортивная карьера
Выступал в составе команды «Кривбасс. 2005».
Затем выступал в составе «Динамо» (Днепр). В Чемпионате Украины отыграл 20 матчей, забросил 9 шайб, отдал 19 передач, помог команде завоевать чемпионский титул.
С сезона 2023 года выступал в североамериканской USPHL Premier в составе клуба «Нью-Гэмпшир Монархс».

### Спортивные достижения
- Бронзовый призёр чемпионата Украины среди юношей 2018—2019 годов;
- Серебряный призёр Зимних юношеских Олимпийских игр 2020 года по хоккею 3×3 со смешанной командой Red.